# Doraemon: Nobita no makai daibōken
Doraemon: Nobita no makai daibōken (ドラえもん のび太の魔界大冒険?, Doraemon - Nobita no makai daibōken, lett. Doraemon - La grande avventura nel mondo degli spiriti di Nobita) è un film giapponese per bambini (Kodomo) del 1984 diretto da Tsutomu Shibayama. È il quinto film d'animazione tratto dalla serie Doraemon di Fujiko F. Fujio. Il film risulta essere il primo ad utilizzare tecniche di computer grafica.

## Trama
Dopo aver sognato di essere in un mondo di magia, Nobita e Doraemon utilizzano un "chusky" per trasformare il mondo come quello magico, dove tutto si basa sulla magia, invece della scienza. Ma, i due non sanno che esistono demoni che minacciano il mondo magico.

## Colonna sonora

### Sigle
| Giappone | Giappone                            | Giappone      | Giappone |
| Tipo     | Titolo                              | Cantante      |          |
| -------- | ----------------------------------- | ------------- | -------- |
| Opening  | Doraemon no uta (ドラえもんのうた?) | Kumiko Ōsugi  |          |
| Ending   | Kaze no Magical (風のマジカル?)     | Kyōko Koizumi |          |

## Distribuzione
Il film è stato proiettato per la prima volta nelle sale cinematografiche giapponesi il 17 marzo 1984.
Nel 2007, il film è stato oggetto di un remake dal titolo Doraemon: Nobita no shin makai daibōken ~7-nin no mahō tsukai~.

## Accoglienza
Il film è stato visto da circa 3.300.000 persone ed ha incassato in totale circa 1.630.000.000 yen.